# Hernán Millas
Hernán Millas Correa (Santiago, 5 de mayo de 1921-Ibídem. 20 de diciembre de 2016) fue un periodista y escritor chileno. Estudió un año de leyes en la Universidad de Chile para después dedicarse al periodismo. Trabajó como reportero y columnista en los diarios El Clarín y La Época, en las revistas Ercilla y Hoy, y en la Radio Santiago. Escribió varios libros, y en 1985 recibió el Premio Nacional de Periodismo.

## Biografía
Representante de una época en que la oferta de diarios y revistas se desplegaba en un amplio y atractivo abanico, tanto por la cantidad de publicaciones como por la variedad de estilos, tendencias y filiaciones de cada una de ellas, su nombre está asociado a títulos emblemáticos como Hoy, El Clarín y La Época, pero sobre todo a revistas como Topaze, el célebre semanario satírico, del que fuera director entre 1964 y 1967 o como Ercilla, que ejerciera durante un largo período un magisterio indiscutido en el periodismo informativo nacional. Allí formó parte de un equipo que ha hecho historia, y que integraban, entre otros, Lenka Franulic, Julio Lanzarotti, Luis Hernández Parker, Enrique Cid, Isidro Corbinos, y que contara entre sus colaboradores a notables escritores como José Donoso y Alfonso Calderón. La Academia Chilena de la Lengua le hizo entrega del Premio Alejandro Silva de la Fuente, por el buen uso del español.
Su primer libro fue Francotiradores del humor (1973). Entre sus títulos posteriores destacan Anatomía de un fracaso (1974, en colaboración), Los señores censores (1985), Habráse visto (1993), Historias de centavos (1994), Bernardo Leighton, el buen hermano (1996) y Testimonios (1996), La familia militar (1999), La buena memoria (2001) La sagrada familia (2005) y Grandes amores (2007).

## Vida privada
Se casó con Trinidad Irene Melo —veinte años menor que él— en 1987, ante la iglesia católica.

## Muerte
Falleció el 20 de diciembre de 2016, a los 95 años, en su casa en Santiago de Chile.